# Payette
Payette is een plaats (city) in de Amerikaanse staat Idaho, en valt bestuurlijk gezien onder Payette County.

## Demografie
Bij de volkstelling in 2000 werd het aantal inwoners vastgesteld op 7054.
In 2006 is het aantal inwoners door het United States Census Bureau geschat op 7624, een stijging van 570 (8,1%).

## Geografie
Volgens het United States Census Bureau beslaat de plaats een oppervlakte van
8,8 km², geheel bestaande uit land. Payette ligt op ongeveer 655 m boven zeeniveau.

## Plaatsen in de nabije omgeving
De onderstaande figuur toont nabijgelegen plaatsen in een straal van 28 km rond Payette.